# چستنات گروو (کنتاکی)
چستنات گروو (به انگلیسی: Chestnut Grove) یک منطقهٔ مسکونی در ایالات متحده آمریکا است که در شهرستان شلبی، کنتاکی واقع شده‌است. چستنات گروو ۲۴۵٫۰۶ متر بالاتر از سطح دریا واقع شده‌است.